# Pontin’s International Open Series 2009/10
Die Pontin’s International Open Series 2009/10 war eine Serie von Amateur-Snookerturnieren zur Qualifikation für die Saison 2010/11 der Snooker Main Tour. Nach insgesamt acht Events erhielten die besten acht Spieler der Gesamtwertung eine Startberechtigung. Es war die letzte Ausgabe der PIOS.

## Modus
| ausgeschieden in…                  | Preisgeld             | Punkte |
| ---------------------------------- | --------------------- | ------ |
| Sieger                             | 3.000 £               | 300    |
| Finale                             | 1.500 £               | 220    |
| Halbfinale                         | 700 £                 | 160    |
| Viertelfinale                      | 350 £                 | 110    |
| Achtelfinale                       | 200 £                 | 70     |
| Letzte 32                          | 100 £ 130 £           | 40     |
| Letzte 64                          | 50 £ (1–4) 80 £ (5–8) | 20     |
| davor, aber mind. 1 Spiel gewonnen | –                     | 10     |

Die seit 2005 ausgetragene Pontin’s International Open Series, kurz PIOS, sollte für Amateure die Möglichkeit bieten, sich für die Profitour zu qualifizieren. Neben verschiedenen anderen Qualifikationswegen war die PIOS dabei als eine der Hauptmöglichkeiten gedacht. Vom Modus spielten alle Teilnehmer der Tour insgesamt acht Events aus, die stets im World Snooker Centre ausgetragen wurde, einer in den Pontin’s-Freizeitpark im nordwalisischen Prestatyn integrierten Veranstaltungsstätte. Neben Preisgeldern erhielten die Spieler Punkte, abhängig davon, in welcher Runde sie ausschieden. Am Ende wurde mit diesen Punkten eine Rangliste erstellt, wobei sich die Spieler auf den ersten acht Plätzen für die Profitour qualifizierten. Für die tatsächliche Endwertung flossen allerdings für jeden Spieler nur seine sieben besten Ergebnisse aus den acht Events ein.
Potenziell startberechtigt war jeder Spieler, der während der Spielzeit 2009/10 Amateur, aber Mitglied seines Nationalverbandes war. Bis zum 13. Juni 2009 musste jeder interessierte Spieler sich zur Teilnahme einschreiben. Als Startgeld musste jeder Teilnehmer 950 £ bezahlen, dadurch konnten die Spieler aber an allen acht Events teilnehmen. Dieses Jahr nahmen insgesamt 141 Spieler teil, vorrangig aus dem Vereinigten Königreich, vereinzelt auch aus anderen Ländern. Die Turnierpläne für die acht, sukzessive während der Spielzeit ausgetragenen Events wurden ausgelost und fanden im K.-o.-System statt. Bis zum Achtelfinale wurde jeweils im Modus Best of 7 Frames gespielt, das Viertel- und Halbfinale fanden dann im Modus Best of 9 Frames statt, bevor der Sieger im Endspiel im Modus Best of 11 Frames ausgespielt wurde.
Es war die letzte Ausgabe der PIOS, an deren Stelle ab 2011 die Q School trat.

## Ergebnisse
Die folgende Tabelle gibt einen Überblick über die acht Events der PIOS 2009/10:
| Nr. | Datum                   | Sieger         | Ergebnis | Finalist       |
| --- | ----------------------- | -------------- | -------- | -------------- |
| 1   | 22. bis 26. Juni        | Jack Lisowski  | 6:5      | Liam Highfield |
| 2   | 27. bis 31. Juli        | Liam Highfield | 6:2      | Neal Jones     |
| 3   | 23. bis 28. August      | Paul Davison   | 6:4      | Kyren Wilson   |
| 4   | 18. bis 23. Oktober     | Jamie Jones    | 6:0      | Jak Jones      |
| 5   | 7. bis 11. Dezember     | Anthony McGill | 6:0      | Farakh Ajaib   |
| 6   | 28. Februar bis 4. März | Kyren Wilson   | 6:4      | Liam Highfield |
| 7   | 12. bis 16. April       | Paul Davison   | 6:2      | Justin Astley  |
| 8   | 4. bis 8. Mai           | Jack Lisowski  | 6:1      | Justin Astley  |

## Rangliste
Die folgende Tabelle zeigt die Top 16 der finalen Gesamtwertung der PIOS 2009/10 inklusive der qualifizierten Spieler.
Auch auf den hinteren Plätzen fanden sich Namen bekannter Snookerspieler, die davor oder danach Profispieler wurden und / oder anderweitige Aufmerksamkeit bekamen. Auch die Teilnehmer aus Deutschland landeten außerhalb der Top 16: Patrick Einsle belegte Platz 23, Lasse Münstermann Platz 56 und Sascha Lippe Platz 61. Der Deutsch-Brasilianer Itaro Santos wurde am Ende auf Rang 98 geführt; Teilnehmer aus Österreich oder der Schweiz gab es nicht. Verschiedene Spieler auf der PIOS-Rangliste, darunter auch Sascha Lippe, erhielten über andere Wege eine Startberechtigung für die Profi-Saison 2009/10.
| Platz | Spieler         | Punkte |
| ----- | --------------- | ------ |
| 1     | Jack Lisowski   | 1140   |
| 2     | Liam Highfield  | 910    |
| 3     | Paul Davison    | 820    |
| 4     | Anthony McGill  | 790    |
| 5     | Kyren Wilson    | 760    |
| 6     | Jamie O’Neill   | 670    |
| 7     | Justin Astley   | 660    |
| 8     | Jamie Jones     | 610    |
| 9     | Stephen Craigie | 540    |
| 9     | Alfie Burden    | 540    |
| 11    | Jak Jones       | 480    |
| 12    | Igor Figueiredo | 420    |
| 13    | Neal Jones      | 410    |
| 14    | Robbie Williams | 400    |
| 14    | Kurt Maflin     | 400    |
| 16    | Sam Craigie     | 390    |